# The Hanging Tree (film)
The Hanging Tree is een Amerikaanse film van Delmer Daves die werd uitgebracht in 1959.
Het scenario is gebaseerd op het gelijknamige kortverhaal (1957) van Dorothy M. Johnson. George C. Scott maakte zijn filmdebuut in deze western.

## Verhaal
1873. De mysterieuze 'Doc' Frail komt aan in een goudzoekersstadje in Montana met de bedoeling daar een dokterspraktijk op te starten. Hij ziet een gewonde jongeman lopen die op de vlucht is voor achtervolgers die hem willen opknopen. Hij redt de man die een dief blijkt te zijn en die Rune heet. Rune, die goudklompjes heeft gestolen, wordt door Frail verstopt en verzorgd. Als tegenprestatie vraagt Frail hem zijn dienaar te worden. Wat later wordt in de buurt een diligence overvallen door bandieten. Elizabeth Mahler, een jonge aantrekkelijke vrouw die de enige overlevende van die overval is, wordt teruggevonden door 'Frenchy' Plante, een onbehouwen opportunist. Aangezien ze brandwonden heeft opgelopen en niet meer kan zien wordt ze overgebracht naar een huis naast dat van Frail zodat deze haar beter kan verplegen. Wanneer de brutale Plante Elizabeth met geweld probeert te kussen komt Frail tijdig tussenbeide en geeft Plante een rammeling.  

## Rolverdeling
| Acteur          | Personage                       |
| --------------- | ------------------------------- |
| Gary Cooper     | dokter Joseph 'Doc' Frail       |
| Maria Schell    | Elizabeth Mahler                |
| Karl Malden     | 'Frenchy' Plante                |
| Ben Piazza      | Roger Rune, de knecht van Frail |
| Karl Swenson    | Tom Flaunce                     |
| Virginia Gregg  | Edna Flaunce                    |
| George C. Scott | 'dokter' George Grubb           |
| John Dierkes    | 'Society' Red                   |
| King Donovan    | Wonder                          |